# Erbschaftsteuer in Frankreich
In Frankreich wird bei einem Erwerb von Todes wegen eine Erbschaftsteuer und bei einer unentgeltlichen Zuwendung unter Lebenden eine Schenkungsteuer erhoben. Rechtsgrundlage ist das Allgemeine Steuergesetzbuch (Code Général des Impôts, abgekürzt CGI). 

## Persönlicher und räumlicher Anwendungsbereich
Die Steuer findet auf Erbfälle oder Schenkungen Anwendung, an denen Erblasser, Schenker oder Erwerber beteiligt sind, die ihren allgemeinen steuerlichen Wohnsitz in Frankreich haben. Dies gilt für den, der dort seinen Wohnsitz oder Aufenthaltsort hat, seine hauptberufliche Tätigkeit ausübt oder den Mittelpunkt seiner wirtschaftlichen Interessen hat. Dies gilt auch, wenn ein Erwerber während der letzten zehn Jahre vor dem Erwerb mindestens sechs Jahre seinen steuerlichen Hauptwohnsitz in Frankreich hatte. Erfasst wird auch das Vermögen außerhalb Frankreichs.
Fehlt es an einer allgemeinen Steuerpflicht, dann findet das Gesetz nur auf in Frankreich belegenes Vermögen Anwendung. Bei Wertpapieren und ähnlichen Forderungen richtet sich, anders als nach deutschem Recht, die Besteuerung nach dem Wohnsitz des Schuldners.

## Nachlassbewertung
Versteuert wird der Nettoerwerb des angefallenen Vermögens. Immobilien werden grundsätzlich zum Verkehrswert (valeur vénale) bewertet. War die Immobilie der Hauptwohnsitz des Erblassers und wird von einem der Kinder des Erblassers in Zukunft bewohnt, wird ein Abschlag von 20 % gewährt.  Der Hausrat wird pauschal mit 5 % des Nachlasswertes angerechnet, wobei ein geringerer Wert nachgewiesen werden kann. Abzugsfähig sind grundsätzlich nur solche Schulden des Nachlasses, die sich im Zeitpunkt des Erbfalls für den Erblasser als belastend dargestellt haben. Daher können grundsätzlich Forderungen, deren Fälligkeitstermin mehr als drei Monate zurückliegt, nicht mehr abgezogen werden (wobei die Annahme einer fehlenden aktuellen Belastung widerlegbar ist).

## Teilweise Steuerbefreiungen bei Unternehmensnachfolge
Der Übergang von Einzelunternehmen oder einer Ein-Mann-Gesellschaft bzw. diesen Unternehmen dienenden Gütern kann mit 75 % ihres Wertes von der Steuer befreit werden, wenn der Betrieb mindestens zwei Jahre im Eigentum des Erblassers war und sich die Erwerber verpflichten, den Betrieb für mindestens drei Jahre fortzuführen und die ererbten dem Unternehmen dienenden Gegenstände für mindestens vier Jahre zu behalten.
Andere Unternehmensbeteiligungen können ebenfalls mit 75 % ihres Wertes von der Steuer befreit werden, wenn auch sie mindestens zwei Jahre vor dem Erbfall im Besitz des Erblassers gestanden haben und der Erblasser die Erben verpflichtet, die Beteiligung noch mindestens vier weitere Jahre nach dem Erwerb zu halten. Mindestens einer der Erben muss mindestens drei Jahre lang eine eigene hauptberufliche unternehmerische Tätigkeit im Unternehmen ausüben. Der Erblasser muss mit mindestens 34 % am Unternehmen, bei börsennotierten Unternehmen mit mindestens 20 % beteiligt sein, und ein weiterer (nicht erbender) Gesellschafter muss sich ebenfalls der Bindungsverpflichtung unterwerfen.

## Steuerklassen und Freibeträge für Erwerbe bis zum 17. August 2012
- Ehegatten und Lebenspartner, also Personen, die mit dem Erblasser oder Schenker durch einen Pacte Civil de Solidarité (PACS) verbunden sind, waren ab dem 21. August 2008 von der Erbschafts- und Schenkungsteuer befreit.
- Verwandte gerader Linie konnten einen Freibetrag von 156.359 Euro nutzen.
- Geschwister erhielten einen Freibetrag von 15.636 Euro. Sie waren gänzlich von der Erbschaftsteuer befreit, wenn sie mit dem Erblasser vor dessen Tod mindestens fünf Jahre zusammengelebt haben und entweder über 50 Jahre alt oder erwerbsunfähig waren.
- Neffen und Nichten erhielten einen Freibetrag von 7.818 Euro.
- Behinderte und Arbeitsunfähige erhielten einen Freibetrag von 156.359 Euro.
- Sonstige Erwerber konnten einen Freibetrag von 1.520 Euro nutzen.

Die persönlichen Freibeträge der Steuerklasse der Verwandten in gerader Linie sind entsprechend der Entwicklung der Obergrenze bei der Einkommensteuer indexiert.

## Steuerklassen und Freibeträge für Erwerbe ab dem 17. August 2012
Das französische Parlament hat am 19. Juli 2012 für Erwerbe ab dem 17. August 2012 folgenden Änderungen der Besteuerung von Erbschaften zugestimmt:
- Absenkung des Erbschaftsteuer-Freibetrags der Verwandten der direkten Linie (Abkömmlinge, Aszendenten) von 159.000 Euro auf 100.000 Euro je Kind. Die Freibeträge fallen nun erst alle 15 Jahre erneut an (zuvor 10 Jahre).[3]

## Steuersätze
Die Steuersätze sind den beiden nachfolgenden Tabellen zu entnehmen.
| Vermögen nach Freibetrag | Steuersatz in % |
| ------------------------ | --------------- |
| bis zu 0.008.072 €       | 5 %             |
| 8.073 € – 0.012.109 €    | 10 %            |
| 12.110 € – 0.015.932 €   | 15 %            |
| 15.933 € – 0.552.324 €   | 20 %            |
| 552.325 € – 0.902.838 €  | 30 %            |
| 902.839 € – 1.805.677 €  | 40 %            |
| mehr als 1.805.677 €     | 45 %            |

Für die übrigen Steuerklassen gelten folgende Steuersätze:
| Steuerklasse              | Vermögen nach Freibetrag | Steuersatz in % |
| ------------------------- | ------------------------ | --------------- |
| Geschwister               | bis zu 24.430 €          | 35 %            |
| Geschwister               | über 24.430 €            | 45 %            |
| Verwandte bis zum 4. Grad | Nettovermögen            | 55 %            |
| Sonstige Erwerber         | Nettovermögen            | 60 %            |

## Internationales Steuerrecht und Doppelbesteuerungsabkommen
Frankreich hat zur Vermeidung der Doppelbesteuerung bei Erbschaftsteuern mit mehreren Ländern Doppelbesteuerungsabkommen abgeschlossen, so auch mit Österreich und der Schweiz. 
Seit 1. Januar 2015 gilt zwischen der Schweiz und Frankreich kein bilaterales Erbschaftssteuerabkommen mehr. Beide Staaten wenden nun ihr eigenes diesbezügliches Steuerrecht an. Frankreich vermeidet Doppelbesteuerung in den meisten Fällen durch den Abzug der in der Schweiz bezahlten Steuern. Es gibt jedoch Ausnahmen, bei denen die Doppelbesteuerung nicht vermieden werden kann. Dazu gehören zum Beispiel Beteiligungen an französischen Gesellschaften, die ein in der Schweiz niedergelassener Erblasser einem Erben mit Wohnsitz in Frankreich hinterlässt.
Ein mit Deutschland auf dem Gebiet der Erbschaft- und Schenkungsteuer am 12. Oktober 2006 abgeschlossenes Doppelbesteuerungsabkommen wurde am  2. April 2009 ratifiziert und trat damit in Kraft. Die Doppelbesteuerung wird in der Regel durch Anrechnung vermieden.